# Corpus delicti
Corpus delicti (latin: corpus krop, delictum forbrydelse) omtales på dansk som forbrydelsens genstand. Udtrykket dækker over de ydre kendetegn på, at der er begået en forbrydelse. Fx at man ved et mord finder liget eller den kniv, der blev brugt til at udføre mordet. Ved dokumentfalsk det forfalskede dokument og de hjælpemidler, der har frembragt dokumentet. Etc.
Udtrykket har ingen selvstændig betydning i moderne dansk (eller nordisk) strafferet, men benyttes ofte til at beskrive de samlede forudsætninger for at fastslå, at der er begået en forbrydelse. Eksempelvis er det ikke tilstrækkeligt at konstatere, at en person er død, og at en anden person holdt kniven. Hvis den formodede gerningsmand ikke havde forsæt (vilje) til at dræbe, eller der foreligger nødværge, er der ikke tale om en forbrydelse.
Tilsvarende skal der i tilståelsessager fremskaffes bevis, der bestyrker, at tilståelsen er sand, jfr. Retsplejelovens § 831, stk1, nr.1. 
På tysk benyttes begrebet ’Tatbestand’, dvs. alt det, som forbrydelsen består af, men der findes intet tilsvarende nordisk udtryk.